# أحمد عادل كمال
أحمد عادل كمال (1926 - ) مؤرخ إسلامي مصري، وأحد المنتسبين إلى جماعة الإخوان المسلمين، تخصص في تأريخ استراتيجيات الفتوحات الإسلامية، وله فيها عدة كتب منها «الطريق إلى المدائن» و«القادسية» و«سقوط المدائن ونهاية الدولة الساسانية» و«الطريق إلى دمشق» و«الفتح الإسلامي لمصر». كما أصدر سلسلة من الكتب التي تناولت أعلام القادة العسكريين من الصحابة مثل النعمان بن مقرن المزني وطليحة بن خويلد الأسدي ومحمد بن مسلمة الأنصاري وعدي بن حاتم الطائي.
كان لعادل كامل السبق في استصدار الأطالس التي تؤرخ للفتوحات الإسلامية. وله كتابات متنوعة أخرى مثل «تاريخ دولة الكويت» «والنقط فوق الحروف.. النظام الخاص والإخوان المسلمون» و«حجر رشيد واللغة الهيروغليفية» و«علوم القرآن». وقد لجأ عادل كامل في دراسته للتاريخ لاستقصاء دقة ما ورد في المصادر التاريخية باستخدام قواعد علم الجرح والتعديل وعلم الرجال.

## كتبه
أصدر المؤرخ العديد من الكتب التي طبعت عدة مرات وهي:
1. النقط فوق الحروف: الإخوان المسلمون والنظام الخاص
2. أطلس الفتوحات الإسلامية
3. القادسية
4. الطريق إلى المدائن
5. الفتح الإسلامي لمصر
6. سقوط المدائن ونهاية الدولة الساسانية
7. الطريق إلى دمشق
8. أطلس تاريخ القاهرة
9. الجمهوريات الإسلامية في آسيا الوسطى منذ الفتح الإسلامي حتى اليوم
10. شهيد نهاوند النعمان بن مقرن المزني
11. تاريخ دولة الكويت
12. حجر رشيد واللغة الهيروغليفية
13. علوم القرآن

## وصلات خارجية
- كتاب الطريق إلى المدائن
- كتاب القادسية
- عادل كمال.. نصف قرن مع الفتوحات الإسلامية
- أحمد عادل كمال مؤرخ الفتوحات الإسلامية على فراش الموت
- أحمد عادل كمال يتحدث لأول مرة عن دوره في اغتيال الخازندار[وصلة مكسورة]، إسلام أون لاين، 22 فبراير 2009